# 史泰朗
史泰朗（1956年9月1日—），印度外交官，曾任印度駐阿拉伯聯合酋長國大使、印度駐毛里求斯高級專員、印度-台北協會會長。

## 经历
1956年9月1日，史泰朗生于印度喀拉拉邦卡耶姆库拉姆。
2013年12月29日至2016年12月31日，任印度駐阿拉伯聯合酋長國大使。

## 個人生活
與妻子迪帕（Deepa）育有一子一女。兄长T·P·斯里尼瓦桑（T. P. Sreenivasan）同为外交官。